# Alton Pancras
Alton Pancras – wieś w Anglii, w hrabstwie Dorset, w dystrykcie (unitary authority) Dorset. Leży 14 km na północ od miasta Dorchester i 178 km na południowy zachód od Londynu. W 2001 miejscowość liczyła 145 mieszkańców.